# Judge Building
 (mai 2021).
Si vous disposez d'ouvrages ou d'articles de référence ou si vous connaissez des sites web de qualité traitant du thème abordé ici, merci de compléter l'article en donnant les références utiles à sa vérifiabilité et en les liant à la section « Notes et références ».
Le Judge Building, à l'origine le Goelet Building, est un édifice de dix étages construit en 1888 au 110 de la Cinquième Avenue et 16th Street dans le Flatiron District de Manhattan, à New York. Il porte le nom du Judge Magazine, qui y a été imprimé. L'immeuble a été conçu par McKim, Mead and White. Il a été acquis en 1985 par la New York Times Company, où il est devenu principalement occupé par le magazine Times Company, Family Circle.

## Histoire
En 1889, le Judge Building est agrandi aux dépens d'un entrepôt de pianos situé au 112 Fifth Avenue. Après le 1er mai 1889, l'entrepôt a été absorbé par la nouvelle structure. 
La propriété appartenait à la famille Goelet (en) . En mai 1922, Mary R. et Robert Goelet obtiennent un prêt de 250 000 $ sur l'établissement auprès de la Union Dime Savings Bank. 
Son nom vient du magazine de bandes-dessinées Judge qui avait un bureau dans l'immeuble. D'autres parutions comme Frank Leslie's illustrated Weekly et Puck y étaient également domiciliées. En 1985, The New York Times Company rachète l'immeuble pour le magazine du groupe. 
Au milieu des années 1980, le Conseil des quartiers historiques de New York a remplacé une corniche en tôles légères fortement dégradée par une composée de fibre de verre moulée en avancée au sommet du bâtiment. Les arches d'origine du troisième étage ont également été reconstruites ; elles avaient disparu en 1903, année au cours de laquelle trois étages ont été ajoutés à la structure.